# Xã Levey, Quận Sac, Iowa
Xã Levey (tiếng Anh: Levey Township) là một xã thuộc quận Sac, tiểu bang Iowa, Hoa Kỳ. Năm 2010, dân số của xã này là 807 người.